# Wu'an
Wu'an (武安 ; pinyin : Wǔ'ān) est une ville de la province du Hebei en Chine. C'est une ville-district placée sous la juridiction de la ville-préfecture de Handan.

## Démographie
La population du district était de 690 640 habitants en 1999.